# Yuhuang, Sichuan
Yuhuang (kinesiska: 玉皇镇, 玉皇) är en köping i Kina. Den ligger i provinsen Sichuan, i den sydvästra delen av landet, omkring 93 kilometer nordost om provinshuvudstaden Chengdu. Antalet invånare är 8 219. Befolkningen består av 3 973 kvinnor och 4 246 män. Barn under 15 år utgör 13,0 %, vuxna 15-64 år 72 %, och äldre över 65 år 14,0 %.
Genomsnittlig årsnederbörd är 1 156 millimeter. Den regnigaste månaden är juli, med i genomsnitt 309 mm nederbörd, och den torraste är december, med 8 mm nederbörd.